# Katzenzungen (Komödie)
Katzenzungen ist ein Theaterstück von Miguel Mihura in der Bearbeitung von Hans Weigel unter der Regie von Franz Messner.
Das spanische Original Maribel y la extraña familia (dt.: Maribel und die seltsame Familie) stammt aus dem Jahr 1959, wurde von Hans Weigel für die Wiener Kammerspiele adaptiert und stellt nach den großen Erfolgen im Jahr 1966 (mit Elfriede Ott in der Hauptrolle) einen Fixpunkt heimischer Laientheater dar. Bei der österreichischen Premiere 1966 galt eine Prostituierte im Mittelpunkt einer Komödie aber noch als Tabubruch.

## Inhalt
Der schüchterne Vinzenz von Raupenstrauch (Albert Rueprecht) befindet sich in festen Händen – in jenen seiner Mutter, Leopoldiene von Raupenstrauch (Julia Janssen) und seiner Tante Fini (Helene Thimig) –, als er in einer Bar das Mädchen Stupsi (Elfriede Ott) kennenlernt. Für den gutsituierten Schokoladenhersteller ist es höchste Zeit, sich eine Braut zu suchen. Stupsi, die hingegen im „ältesten Gewerbe der Welt“ arbeitet und nichts von der ihr zugedachten Rolle als Braut ahnt, wird nun von Vinzenz in die Familie von Raupenstrauch eingeführt. Seine Mutter Leopoldine von Raupenstrauch und die schrullige Tante Fini sind sogleich entzückt von Stupsis bodenständiger Lebhaftigkeit und schmieden in Unkenntnis ihrer Tätigkeit sogleich Heiratspläne. Doch Stupsi selbst ist die Freundlichkeit, mit der sie aufgenommen wird, gar nicht geheuer. Und auch Stupsis Kolleginnen Dorli (Gerti Gordon), Mirli (Erne Seder) und Puppi (Brigitte Neumeister) vermuten Böses, zumal sich nach und nach allerlei Familiengeheimnisse offenbaren, denen Stupsi mit ihren Freundinnen auf den Grund gehen will.